# Carlos Domingues
Carlos Augusto Guimarães Domingues (Recife, 5 de maio de 1896 – Rio de Janeiro, 22 de fevereiro de 1974) foi uma das figuras mais importantes da história do movimento esperantista na América do Sul.
Também foi advogado, presidente do Clube Esperantista Brasileiro, vice-presidente da Liga Esperantista Brasileira (em Esperanto: Brazila Ligo Esperantista, BLE), hoje Liga Brasileira de Esperanto (Brazila Esperanto-Ligo, BEL), delegado brasileiro da Associação Universal de Esperanto e redator da revista Brazila Esperantisto, ainda em circulação. 
Domingues também tem como feitos importantíssimos para o movimento suas colaborações para a confecção da Enciclopédia do Esperanto e de um dicionário Esperanto-Português, no qual possui muitos verbetes escritos originalmente por ele.
Atualmente, a biblioteca oficial da Liga Brasileira de Esperanto é nomeada em sua homenagem.